# Katastrofa lotu Iran Air Tours 956
Katastrofa lotu Iran Air 956 wydarzyła się w górskich rejonach zachodniej części Iranu – nieopodal miasta Chorramabad, 12 lutego 2002 roku. W wyniku katastrofy samolotu Tu-154 linii Iran Air Tours, zginęło 119 osób, wszyscy na pokładzie.

## Przebieg lotu
Tupolew Tu-154M (rejestracja: EP-MBS; wcześniej latający w bułgarskich liniach lotniczych) irańskiego towarzystwa Iran Air Tours rejs nr 956 ze stolicy kraju – Teheranu – przebiegał początkowo bez zakłóceń.
Na pokładzie trzysilnikowej maszyny znajdowało się 107 pasażerów (m.in. grupa kilku urzędników rządowych) i dwunastoosobowa załoga. Tragedia wydarzyła się podczas zbliżania na pas startowy nr 11 portu lotniczego w Chorramabadzie. 

## Katastrofa i akcja poszukiwawcza
Około godziny 7:30 – podczas zniżania pułapu – samolot runął na pokryte śniegiem zbocza góry Kuh-e Sefid (pers.Biała Góra). Zderzenie nastąpiło na wysokości 2770 m n.p.m. Jak opowiadali później naoczni świadkowie, w miejscu uderzenia odrzutowca nastąpiła potężna eksplozja.
Większość wraku spoczywała w okolicach miejscowości Sarab-Doreh. Mimo podjętej akcji ratunkowej spośród 119 osób na pokładzie Tupolewa nikt nie ocalał. Wśród zabitych znajdowało się czterech obywateli Hiszpanii. Do dnia 23 lutego 2002 r. odnaleziono 97 ciał ofiar.

## Przyczyny
Od razu po tragedii, prezydent Iranu – Mohammad Khatami – zwołał specjalną komisję, mającą wyjaśnić przyczyny katastrofy. 17 lutego i 6 marca, ekipy poszukiwawcze odnalazły "czarne skrzynki" samolotu: rejestrator danych lotu (FDR) i rejestrator rozmów w kokpicie (CVR).